# Fragments of Him
Fragments of Him — компьютерная игра, разработанная и выпущенная Sassybot 3 мая 2016 года для Microsoft Windows, 1 июня 2016 года для Xbox One и 26 сентября 2017 года для PlayStation 4. 
Главным действующим лицом в истории становится Уилл и его скоропостижная смерть в начале прохождения. Игрок поочерёдно управляет четырьмя персонажами — самим Уиллом, его бывшей подружкой, его нынешним бойфрендом и его бабушкой. По мере прохождения игрок наблюдает за трагической историей того, как три остальных персонажа справляются со смертью Уилла. Игра по большей степени упирается на повествование, хотя прохождение ведётся от первого лица, разработчики сравнивали это с перспективой от второго лица, то есть игрок не управляет персонажем напрямую, а вместо этого указывает, с чем персонажи должны взаимодействовать.
Игра получила смешанные отзывы от игровых обозревателей. Основным предметов критики стал утомительный и повторяющийся игровой процесс, но рецензенты высоко оценили повествование, некоторых из них заметили, что разработчикам лучше стоило создать короткометражный фильм или радиопостановку вместо игры.

## Игровой процесс
Fragments of Him представляет собой повествовательную игру от первого лица, где главным действующим лицом становится молодой бисексуальный мужчина по имени Уилл. Игрок поочерёдно управляет четырьмя персонажами — самим Уиллом, который в начале умирает в автомобильной аварии, его бывшей подружкой Сарой, нынешним бойфрендом Гарри и его бабушкой Мэри. Игровой процесс сводится к тому, что игровые персонажи должны перемещаться по игровым локациям и наживать на выделенные предметы, чтобы узнать большей сюжетных деталей. При взаимодействии с неигровыми персонажами, они иногда исчезают и появляются в других местах, образуя иллюзию того, что они перемещаются. 
По мере продвижения, акцент в повествовании перемещается с Уилла на Сару, потом Мэри и затем Гарри. Игрок может сам выбрать арку повествования за Сару или Мэри в зависимости от того, в какую дверь он войдёт. Игрок видит, как персонажи реагируют на смерть Уилла и справляются с болью утраты. В игре за Сару, игрок нажимает на объекты, которые постепенно преобразуют сцену в паб. После нескольких диалогов, все эти предметы исчезают. В игре за Гарри, игрок нажимает на объекты, напоминающие о Уилле. Иногда игрок взаимодействует с неигровыми персонажами, чтобы заставить их двигаться вперед, предлагая идею снимков, основанных на их воспоминаниях. После того, как игрок нажмёт на достаточное количество объектов, игра запускает следующую историю.

## Разработка
Fragments of Him была создана из прототипа, разработанного специально геймджема Ludum Dare. В изначальной игре игрок удалял предметы, в то время, как главный персонаж всё глубже погружался в депрессию. Мата Хаггис, один из разработчиков в интервью редакции Rock, Paper, Shotgun утверждал, в что в их финальной версии будет больше игровых механик, чем просто удаление предметов. Он заметил, что там можно будет принимать решения, которые будут влиять на хот сюжета. В прототипе действующим лицом был бойфренд, остальных персонажей добавили в финальную версию. В плане игрового процесса, Хаггис сравнивал игру, как нечто среднее между Heavy Rain и Gone Home. Хаггис в интервью с Натаном Грейсоном в блоге Kotaku заметил, что многие объекты, в том числе отели и парки были созданы по образу реальных увиденных им локаций в момент личных переживаний после потери друга. 
Ранняя версия была выпущена на игровом портале Kongregate в 2013 году. В декабре 2013 года разработчики получили финансирование от датской организации Mediafonds. Демоверсия игры показывалась в 2015 году на мероприятии GaymerX в Сан-Хосе, Калифорнии. Примерно через три года после выхода первой версии, финальная версия игры, разработанная Sassybot, нидерландской инди-студией, состоящей из трёх человек, была выпущена 3 мая 2016 года для Microsoft Windows, 1 июня того же года для Xbox One и 26 сентября 2017 года для PlayStation 4. Разработчики демонстрировали игру на конференции разработчиков игр в 2016 году и заметили, что некоторые люди, опробовавшие их игру на стенде начинали плакать, именно на эту реакцию разработчики и надеялись.

## Критика
| Сводный рейтинг    | Сводный рейтинг     |
| Агрегатор          | Оценка              |
| ------------------ | ------------------- |
| Metacritic         | wikidata            |
| Иноязычные издания |                     |
| Издание            | Оценка              |
| Destructoid        | 4/10                |
| Eurogamer          | 7/10                |
| IGN                | PC: 7.2/10 PC: 9/10 |
| PopMatters         | [ 6 ]               |
| RPGFan             | PC: 80%             |
| Kill Screen        | PC: 79/100          |

Версии, выпущенные для ПК и Xbox One получили смешанные или средние оценки по данным агрегатора Metacritic. В Steam игра получила между 80% and 90% положительных оценок. Рецензенты, указывая на графику и медленный темп игры, заметили, что Fragments of Him явно создавалась для казуальных игроков. Боб Ричардсон с сайта RPGFan заметил, что Fragments of Him подойдёт далеко не всем, скорее тем, кто любит расслабляющие игры. Он заметил, визуальный дизайн может показаться слишком минималистским для сегодняшнего дня, но Ричардсону он понравился и подходит для стиля игры. Ричардсон подытожил, что игра определённо стоит того, чтобы её опробовать и видно, что разработчики вложили время и силы на её создание. Хосе Родригез, член испанской редакции IGN похвалил историю за её глубину и реализм, заметив явно повествовательный уклон игры и что она подойдёт казуальным игрокам благодаря своему реализму и неторопливому геймплею. Родригез однако раскритиковал Fragments of Him за её продолжительность, назвав игру слишком короткой для своего ценника. Андреа Мадерна, другая обозревательница итальянской редакции IGN заметила, что Fragments of Him подойдёт далеко не всем, но её определённо стоит опробовать ценителям интерактивного повествования.
Колин Кэмпбелл с сайта Polygon назвал игру «эмоциональной», а её хмурые визуальные тона сравнил с That Dragon, Cancer. Он заметил, что игре требуется время на то, чтобы достичь своего эмоционального пика, но когда она достигает этого, то «с обжигающей и открытой человечностью, связывающей игрока с каждым из персонажей [игры]». Критик также похвалил сценарий и озвучивание. Лаура Кейт Дейл в своём блоге Destructoid также проводила параллели между Fragments of Him и That Dragon, Cancer.
Многие критики похвалили повествование в Fragments of Him. Андреа Мадерна заметила, как игра буквально излучает эмоциональную атмосферу и предлагает фантастическую повествовательную структуру с выборами несмотря на ограниченную роль игрока. Лаура Кейт Дейл наоборот была разочарована, заметив, что повествование в игре больше подходило бы короткометражного фильма. История выглядела гораздо лучше на «пятиминутной демонстрации на конференц-зале, чем в готовом продукте продолжительностью в два часа». Эрик Свейн, редактор журнала PopMatters задался вопросом, «почему это игра?», заметив, что история подошла бы лучше для радиопостановки.
Обозреватели критиковали Fragments of Him за повторяемость её геймплея. Сэм Зукки с сайта Kill Screen указывал на то, что постоянные щелчки по объектам сделали игру утомительной. У него сложилось ощущение, будто игра ему говорила: «Нет, ты не понимаешь, давай я тебе покажу». Алеххандро Баравилле с сайта Eurogamer заметил, что несмотря на некоторые плохо управляемые и дублированные части игры, в ней были некоторые захватывающие моменты. Эрик Свейн подытожил, что история в Fragments of Him прекрасна, но игру подводит повторяемость некоторых её частей и, как следствие, прохождение становится утомительным.

### Награды
Fragments of Him выиграла «Приз зрительских симпатий» на вручении Develop: Brighton, а также была номинирована в категориях «Награды Гильдии писателей», «Лучший сценарий к Видео игре» и «SXSW Matthew Crump Cultural Innovation Award» в 2017 году. Также игра номинировалась на пять наград на конференции Game Connection в Париже. Это были: «Лучшая игра для Рабочего стола/скачивания», «Лучшая казуальная игра», «Лучшая история/Повествование», «Самая Креативная & Oригинальная» и «лучшая Инди-игра». Fragments of Him также была номинирована в двух категориях на вручении Dutch Game Industry Awards в 2016 году, а именно в категориях «Особая награда» и «Лучшая музыка & Аудио». 